# Історія теорії струн
Історія теорії струн  включає дві суперструнні революції та кілька десятиліть напружених досліджень.
Теорія струн, завдяки зусиллям багатьох дослідників, перетворилася на широку та різноманітну тему, яка пов’язана з квантовою гравітацією, космологією, фізикою частинок, конденсованих речовин та чистою математикою.

## 1943–1959: Теорія S-матриці
Теорія струн являє собою виріст теорії S-матриць, яка є дослідницькою програмою, розпочатою Вернером Гейзенбергом у 1943 р. після введення S-матриці Джона Арчібальда Вілера в 1937 р. Починаючи з кінця 1950-х і протягом 1960-х років багато теоретиків працювало над цією теорією. Поле стало маргіналізованим та викинутим у середині 1970-х та зникло до 1980-х. Фізики неоднозначно ставились до цієї теорії, оскільки деякі її математичні методи були чужими, до того ж квантова хромодинаміка витіснила її як експериментально більш кваліфікований підхід до сильних взаємодій.
Теорія радикально переосмислювала основи фізичних законів. До 1940-х років уже було ясно, що протон і нейтрон не є точковими частинками подібно електрону. Їх магнітний момент сильно відрізнявся від моменту точкоподібної спін- зарядженої частинки. Їх взаємодія була настільки сильною, що вони розсіювались як маленька сфера, а не як точка. Гейзенберг припустив, що ці  частинки насправді були розширеними об'єктами, і тоді поняття просторово-часової точки не справджується в ядерних масштабах.
Гейзенберг запропонував рішення цієї проблеми: зосередившись на величинах, які можна виміряти експериментами. Експеримент може виявити мікроскопічну величину лише тоді, коливона діє  на класичні пристрої. Об'єкти, що летять у нескінченність, є стабільними частинками в квантових суперпозиціях різних станів імпульсу.
Гейзенберг припустив, що поняття стану імпульсу, яке визначається далеко від експериментальної камери, працює. Він запропонува    квантово-механічнау амплітуду, як основну фізичну величину. При цьому група вхідних частинок перетворилася на групу вихідних частинок, і він не визнавав, що між ними були якісь кроки.
S-матриця -  величина,що описує, як сукупність вхідних частинок перетворюється на вихідні частинки. Гейзенберг запропонував досліджувати S-матрицю, без будь-яких припущень щодо просторово-часової структури. Але стає важко щось розрахувати коли переходи від далекого минулого до далекого майбутнього відбуваються без проміжних кроків. У квантовій теорії поля проміжними етапами є коливання полів або віртуальних частинок. У цій  теорії S-матриці взагалі немає локальних величин.
Гейзенберг  використав унітарність для визначення S-матриці. І для всіх можливих ситуацій сума квадратів амплітуд повинна дорівнювати 1. Ця властивість може визначати амплітуду в порядку квантової теорії поля за порядком у ряді збурень, коли задаються основні взаємодії. В багатьох теоріях квантового поля амплітуди зростають занадто швидко при високих енергіях, щоб зробити унітарну S-матрицю.  Для визначення розсіювання потрібні додаткові припущення щодо поведінки високих енергій, поскільки універсальності в даному випадку недостатньо.
До пропозиції Гейзенберга знову повернулися в 1956 р., коли Мюррей Гелл-Манн визнав, що дисперсійні відносини  дозволяють формулювати поняття причинності, поняття, що події в майбутньому не впливатимуть на події в минулому, навіть коли мікроскопічне поняття минулого і майбутнього не є чітко визначеним. Він також визнав, що ці співвідношення можуть бути корисними при обчисленні спостережуваних для  фізики сильної взаємодії. Дисперсійні відносини є аналітичними властивостями S-матриці , вони встановлюють більш жорсткі умови, ніж ті, що випливають лише з унітарності. Цей розвиток в теорії S-матриць випливає з відкриття Мюррея Гелл-Манна та Марвіна Леонарда Голдбергера (1954) перетину симетрії, ще однієї умови, яку повинна виконувати S-матриця.
Новий підхід "дисперсійних відносин" підтримали Стенлі Мандельштам  і Джеффрі Чу, на той час в UC Berkeley. Мандельштам відкрив  у 1958 р. нову  аналітичну форму - відносини подвійної дисперсії Він вважав, що це шлях до прогресу в нерозв'язних сильних взаємодіях.

## 1959–1968: Теорія Редже та моделі бутстрапа
До кінця 1950-х років було вже відомо багато сильно взаємодіючих частинок  більш високих спінів і , зрозуміло, що не всі вони мають фундаментальне значення. Японський фізик Шоїчі Саката припустив, що частинки можна розуміти як зв'язані стани лише трьох з них (протона, нейтрона та Лямбди, але Джеффрі Чью вважав, що жодна з цих частинок не є фундаментальною. Підхід Сакати був перероблений в 1960-х роках у модель кварка Мюрреєм Гелл-Манном і Джорджем Цвейгом. Він запропонував ідею, згідно якої заряди гіпотетичних складових є дробовими і відкинув твердження, що вони є частинками. У той час підхід Чу вважався більш прийнятним, оскільки він не вводив дробових значень заряду і  зосереджувався на експериментально вимірюваних елементах S-матриці, а не на гіпотетичних точкових складових.
У 1959 році італійський теоретик Тулліо Редже,  виявив, що пов'язані стани в квантовій механіці можуть бути організовані в сім'ї, відомі як траєкторії Редже, причому кожна сім'я має характерні кутові моменти. Цю ідея була  узагальнена до релятивістської квантової механіки Стенлі Мандельштама, Володимира Грибова та Марселя Фруассара , використовуючи математичний метод (подання Зоммерфельда – Ватсона ),яку виявили десятиліттями раніше Арнольд Зоммерфельд. Результат було названо формулою Фруассара – Грибова.
У 1961 р. Джеффрі Чу і Стівен Фраучі визнали, що мезони мають прямолінійні траєкторії Редже, а розсіювання цих частинок повинно падати експоненціально швидко під великими кутами. З таким представленням теоретики сподівались побудувати теорію складених частинок на траєкторіях Редже, амплітуди розсіювання яких мали асимптотичну форму, як і повинно бути по теорії Редже.
Значним кроком вперед у підході до бутстрапа став принцип подвійності DHS, який запровадили Річард Долен, Девід Хорн та Крістоф Шмід у 1967 р. в Caltech (оригінальний термін для цього був "середня дуальність" або "скінченність" подвійність правила суми енергії (FESR) "). Дослідники помітили, що описи обміну полюсами Редж (при високій енергії) та резонансні (при низькій енергії) описи пропонують кілька уявлень / наближень одного і того ж фізично спостережуваного процесу.

## 1968–1974: модель подвійного резонансу
Перша модель, в якій адронні частинки по суті слідують за траєкторіями Редже, є модель подвійного резонансу, побудована Габріеле Венеціано в 1968 р. який зазначив, що бета-функція Ейлера може бути використана для опису даних амплітуди розсіювання 4-частинок для таких частинок. Амплітуду розсіяння Венеціано  узагальнили до амплітуди N - частинок Зіро Коба та Хольгер Бех Нільсен (відомий під назвою назву формалізму Коба – Нільсена), і до того, що визнано Мігель Вірасоро та Джоель А. Шапіро , яку названо Шапіро – Вірасоро.
У 1969 р. Правила Чан – Патона  дозволили додавати фактори ізоспіну до моделі Венеціано.
У 1969–70 рр. Йоічіро Намбу, Хольгер Бех Нільсен та Леонард Суссінд представили фізичну інтерпретацію амплітуди Венеціано. Вони представили ядерні сили як вібруючі одновимірні струни. Однак цей опис сильної сили  дав багато прогнозів, які суперечать експериментальним висновкам.
П'єр Рамонд незалежно  від Джона Х. Шварца та Андре Неве у 1971 р. запропонували впровадити ферміони у подвійну модель. Це стало поштовхом до  отримання концепції "обертання струн" і вказало шлях до методу усунення проблемного тахіону (див. формалізм RNS).
Моделі подвійного резонансу для сильних взаємодій між 1968 і 1973 рр були  популярним предметом дослідження до того коли квантова хромодинаміка стала головним напрямком теоретичних досліджень (головним чином завдяки теоретичній привабливості її асимптотичної свободи).

## 1974–1984: теорія бозонних струн і теорія суперструн
У 1974 році Джон Х. Шварц і Джоел Шерк і  Таміко Йонея, незалежно один від одного вивчали бозоноподібні моделі коливань струни і виявивли, що їх властивості точно відповідали  гравітону, гіпотетичної гравітаційної сили в месенджері частки. Шварц і Шерк стверджували, що теорію струн не сприймали, оскільки фізики недооцінили її сферу. Це призвело до розвитку теорії бозонних струн.
Теорія струн сформульована з точки зору дії Полякова. Вона описує рух струн у просторі та часі. Струни і джерела, як правило, стискаються, щоб мінімізувати свою потенційну енергію. Збереження енергії заважає їм зникнути, і тому вони коливаються. В результаті застосовання ідеї квантової механіки до струн виводять різні коливальні режими струн. Кожен вібраційний стан представляється різною частинкою,маса якої та спосіб, з яким вона може взаємодіяти, визначаються способом вібрації струни - по суті, "нотою" струна "звучить". Шкала нот, кожна з яких відповідає різному виду частинок, називається "спектром" теорії.
Є відкриті рядки, які мають дві різні кінцеві точки і закриті рядки, де кінцеві точки об’єднуються, щоб зробити повний цикл. Два типи струн поводяться  по-різному, даючи два спектри.
Рання модель струн має кілька проблем: вона має критичний розмір D = 26, теорія має фундаментальну нестабільність, наявність тахіонів (див. Конденсація тахіону); крім того, спектр частинок містить лише бозони, такі частинки, як фотон, що має певні правила поведінки. Дослідження того, як теорія струн може включати ферміони у свій спектр, призвело до винаходу суперсиметрії (на Заході) в 1971 році  математичного перетворення між бозонами та ферміонами. Теорії струн, що включають ферміонні коливання, тепер відомі як теорії суперструн.
У 1977 році появилися перші послідовні теорії суперструн (див. нижче)- сімейства безтахіонних унітарних теорій вільних струн, яким передувала Проєкція GSO (названа на честь Фердінандо Гліоцці, Джоеля Шерка та Девіда І. Олива).

## 1984–1994: перша революція суперструн
Перша революція суперструн є періодом важливих відкриттів. Вона розпочалася в 1984 р. В цей час стало зрозуміло, що теорія струн здатна описати не лише всі елементарні частинки, а і взаємодію між ними. Сотні фізиків розпочали працювати над теорією струн, поскільки вона стала найбільш перспективною ідеєю об'єднання фізичних теорій. Революція розпочалася з відкриття припинення аномалії в теорії струн I типу за допомогою механізму Гріна – Шварца (названий на честь Майкла Гріна та Джона Х. Шварца) у 1984 р. Потім, у 1985 р.,було зроблено новаторське відкриття гетеротичної струни  Девідом Гроссом, Джеффрі Харві, Емілем Мартінеком та Райаном Ромом  У 1985 році Філіп Канделас, Ендрю Стромінгер, Гері Горовіц та Едвард Віттен зрозуміли, що для отримання {\displaystyle N=1} суперсиметрії, шість малих додаткових розмірів (критичний вимір D = 10 теорії суперструн був спочатку відкритий Джоном Шварцом у 1972 р.) потрібно компактифікувати на колекторі Калабі – Яу. ( Компактифікація у теорії струн є узагальненням теорії Калузи – Клейна, яка вперше була запропонована ще в 1920-х роках. )
В результаті до 1985 року було описано п'ять теорій суперструн. До них входили тип I, тип II (IIA та IIB),  і гетеротичний (SO(32) and E8×E8).
У листопаді 1986 року в журналі " Discover "  (том 7, № 11)   Гері Таубес  опублікував статтю "Все прив’язано до струн" в якій пояснив теорію струн для популярної аудиторії.
У 1987 році Ерік Бергсхофф, Ергін Сезгін та Пол Таунсенд показали, що в одинадцяти вимірах не існує надструн (найбільша кількість вимірів, що відповідає одному гравітатону в теоріях супергравітації ) а супермембрани.

## 1994–2003: друга революція суперструн
Друга революція суперструн відбулася приблизно між 1994 і 1995 рр. Ще на початку 1990-х років Едвард Віттен та інші вчені запропонували вагомі докази того, що різні теорії суперструн були різними межами 11-мірної теорії Ця теорія стала відомою під назвою М-теорія (детальніше див. Вступ до M -теорія ). Ці відкриття і стали причиною другої революції суперструн.
Різні версії теорії суперструн були відомі як S-дуальність, T-дуальність, U-дуальність, дзеркальна симетрія та багатоколірні переходи. Деякі теорії струн також були пов'язані з М-теорією.
Джозеф Полчинскі у 1995 р.виявив, що теорія вимагає включення D-бранес  як об'єкта вищої розмірності. Це джерела електричного та магнітного полів Рамдон-Рамдон, вони необхідні для подвійності струн. D-бранес додав додаткову багату математичну структуру до теорії та відкрив можливості для побудови в теорії реалістичних космологічних моделей (детальніше див. У космології Брена ).
Хуан Мальдацена у 1997– 98 рр. заявив про взаємозв'язок між теорією струн і <i id="mwAVg">N</i> = 4 суперсиметричною теорією Янга – Міллса, каліброваною теорією. Цю заяву назвали кореспонденцією AdS / CFT. Вона породила великий інтерес до фізики високих енергій. Це, практично, реалізація голографічного принципу, який має далекосяжні наслідки. Кореспонденція AdS / CFT допомогла з’ясувати таємниці чорних дір, яку запропонував  Стівен Хокінг. Вважається, що це дозволяє вирішити інформаційний парадокс чорної діри.

## 2003 – сьогодні
Відкриття Майклом Р. Дугласом ландшафту теорії струну 2003 році свідчить про те, що теорія струн має багато нееквівалентних помилкових вакуумів. Це призвело до подальших роздумів  як космологію можна включити в теорію.
В 2003 році Шаміт Качру,  Андрій Лінде, Рената Каллош та Сандіп Тріведі  запропоновали можливий механізм вакуумної стабілізації теорії струн ( механізм KKLT ).